# Louisiana IceGators (ECHL)
Louisiana IceGators byl profesionální americký klub ledního hokeje, který sídlil v Lafayette ve státě Louisiana. V letech 1995–2005 působil v profesionální soutěži East Coast Hockey League. IceGators ve své poslední sezóně v ECHL skončily v základní části. Své domácí zápasy odehrával v hale Cajundome s kapacitou 11 433 diváků. Klubové barvy byly zelená, černá a bílá.

## Přehled ligové účasti
Zdroj: 
- 1995–1997: East Coast Hockey League (Jižní divize)
- 1997–2003: East Coast Hockey League (Jihozápadní divize)
- 2003–2004: East Coast Hockey League (Centrální divize)
- 2004–2005: East Coast Hockey League (Jižní divize)